# Янко Ковачев
Янко Стефанов Ковачев е български печатар, издател и книжар от времето преди и след Освобождението. С издателската си дейност се явява един от първите популяризатори на педагогическата, научната и популярната литература в България.

## Биография
Роден е през 1852 година в Свищов. Първоначално учи в родния си град, продължава образованието си във Виена, в Търговското училище и в Търговската академия (1867 – 1871). С брат си Никола Ст. Ковачев се занимават с търговия във Виена.
През 1873 осъществява контакт с Христо Г. Данов, като в началото е коректор на неговите издания, а на следващата година двамата сключват съдружие. Основават „Българска печатница Янко С. Ковачев и Сие“ във Виена, в която са отпечатани около 60 възрожденски издания.
Едно от печатаните издания е календарният сборник с енциклопедичен характер „Летоструй или домашен календар“, който излиза през периода 1869 – 1876 г. в осем годишни тома. Редактори на списанието през периода на съществуването му са Данов, Ковачев и изтъкнатия възрожденски книжовник Йоаким Груев. Ковачев е съставител и на „Календарче за 1878 година (която има 365 дни)“, издадено през 1877 година.
След Освобождението Ковачев и Данов преместват печатницата в Пловдив, където през 1878 – 1885 година печатат вестник „Марица“. Между 1880 и 1882 година Ковачев е редактор на месечното списание „Българска илюстрация“ – първото българско илюстровано списание.
През 1879 г. Ковачев открива нова печатница в София с нови печатарски машини от Виена, с модерно обзаведено литографско и букволеярно отделение, с галванопластика и цинкография, и през 1881 г. се оттегля от сътрудничеството си с Христо Г. Данов. Издава и отпечатва учебници, книги, географски карти, периодика.
Автор е на „Примери за краснописание на българскийт язик“ (1881).
Отваря своя международна книжарница в София, като освен български книги доставя и чуждестранни издания на руски, френски, английски, немски, италиански език, както и канцеларски материали; извършва и абонамент. Издава първото специализирано списание по въпросите на книготърговията „Книжарски известия“ (1896 – 1899). До 1909 година работи като книгоиздател, след което се насочва към търговията.
В периода 1879 – 1883 г. братът на Янко Ковачев, Никола Ст. Ковачев, български търговец във Виена, дарява пълните течения на някои от най-значимите възрожденски вестници – „Македония“, „Право“, „Свобода“, „Независимост“ и „Знаме“ – на формиращата се тогава Национална библиотека „Св. св. Кирил и Методий“.